# Tomba Bruschi

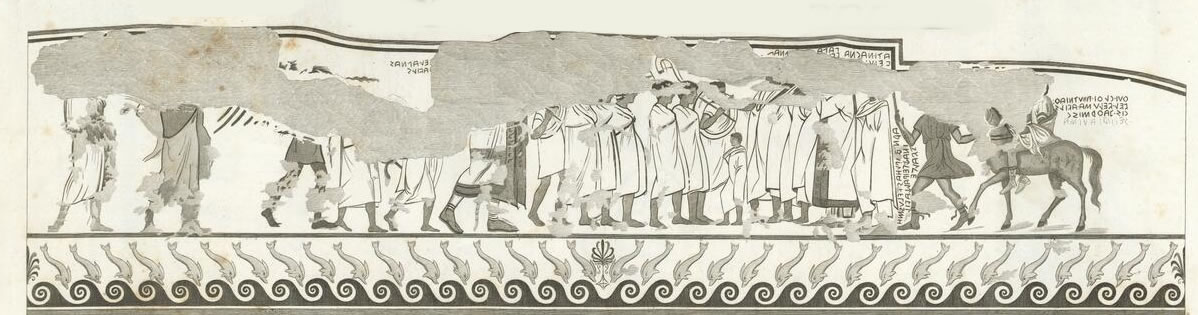
Prozession

Bei der Tomba Bruschi (dt. Bruschi-Grab) handelt es sich um ein ausgemaltes etruskisches Grab in der Monterozzi-Nekropole von Tarquinia in Latium. Das in die erste Hälfte des 3. Jahrhunderts v. Chr. zu datierende Grab wurde 1856 auf dem Gut des Bruschi entdeckt, wodurch es seinen Namen erhielt. Bruschi hatte auf seinem Gut diverse etruskische Gräber gefunden. Das Grab enthielt auch Sarkophage und Urnen und war längere Zeit in Benutzung. Es wurde 1963 wiederentdeckt, nachdem die Kenntnis um seinen Standort im Lauf der Zeit verloren gegangen war.
Die Malereien des Grabes sind nicht gut erhalten und sind von der Wand genommen. Es finden sich Darstellungen von zwei Prozessionen und Dämonen. Unter den Dargestellten sind Musikanten. Der Verstorbene ist eventuell auf einem Pferd dargestellt und wird von Charun geleitet. Inschriften nennen die Apuna-Familie. Vergleichbare Darstellungen sind auch aus dem dritten Jahrhundert v. Chr. von anderen Gräbern bekannt.